# Michael Girasole
Michael Girasole (Vimercate, 30 gennaio 1989) è un ex calciatore italiano, di ruolo centrocampista.

## Caratteristiche tecniche
Trova la sua collocazione naturale come mezzala, ma può ricoprire bene tutti i ruoli del reparto di centrocampo.

## Carriera
Cresce calcisticamente nell'Atalanta, compiendo tutta la trafila delle giovanili della squadra bergamasca. Viene aggregato alla prima squadra nella stagione 2008-2009, esordendo in Serie A (e contestualmente anche in campionati professionistici) il 17 maggio 2009, durante il match contro la Juventus terminato 2-2.
Nel luglio 2009 passa in comproprietà all'AlbinoLeffe, che un mese dopo lo gira in prestito alla Canavese, in Lega Pro Seconda Divisione; con la squadra piemontese scende in campo in 17 occasioni, senza segnare alcuna rete.
Nell'estate del 2010 torna a vestire la maglia dell'Albinoleffe, con la quale scende in campo in 14 occasioni, segnando anche un gol; nella stessa stagione gioca anche una partita nei playout vinti dalla squadra seriana contro il Piacenza, segnando una rete decisiva per la salvezza della sua squadra. Nel campionato successivo scende in campo 36 volte, segnando anche 4 gol, ed indossando anche la fascia di capitano in diverse partite. Dopo la retrocessione in Lega Pro Prima Divisione rimane nella squadra seriana, in cui gioca stabilmente da titolare. Nella stagione 2012-2013 conclude il campionato con 4 reti in 30 presenze. La stagione successiva si conferma uno dei leader della formazione bluceleste con 8 reti in 26 presenze.
Nel luglio del 2015, dopo essersi svincolato dalla società bergamasca, firma un contratto annuale con il Südtirol, club di Lega Pro Prima Divisione, dove gioca 26 gare e contribuisce alla salvezza degli altoatesini che si classificano decimi al termine della stagione. Nell'estate del 2016 non rinnova con i biancorossi e viene ingaggiato dalla Pro Piacenza, dove disputa 23 partite in campionato con la maglia rossonera degli emiliani che disputano un buon campionato raggiungendo la salvezza con diverse giornate di anticipo.
Il 25 agosto 2017 dopo aver rescisso il contratto che lo legava ai piacentini, scende per la prima volta in carriera al sud e firma un biennale con la maglia dei siciliani del Trapani, neoretrocessi in Serie C. Nella sua prima stagione disputa in totale 11 partite segnando 1 gol contro la Virtus Francavilla ed il Trapani, grazie anche al suo contributo, si classifica terzo alle spalle di Lecce e Catania; disputa i playoff ma esce agli ottavi contro il Cosenza, squadra che poi vincerà la fase finale della competizione. Nella stagione 2018-2019 rimane a Trapani nonostante i ben noti problemi societari e il continuo cambio di proprietà e, guidato da mister Italiano, compie la scalata verso la Serie B.
L'anno successivo con il contratto in scadenza e l'ennesimo cambio di proprietà rimane svincolato.
Nella stagione 2019-2020 rimane fermo fino a dicembre per problemi extracalcistici e a gennaio firma con il San Giorgio Sedico dove riesce a vincere per il secondo anno consecutivo il campionato portando la squadra in serie D; per la stagione 2020-2021 decide di rimanere nella stessa società ed intraprendere per la prima volta nella sua carriera il campionato di serie D, che conclude poi giocando nei bergamaschi della Real Calepina.

## Statistiche

### Presenze e reti nei club
| Stagione                       | Squadra                        | Campionato                     | Campionato | Campionato | Coppe nazionali | Coppe nazionali | Coppe nazionali | Coppe europee | Coppe europee | Coppe europee | Altre coppe | Altre coppe | Altre coppe | Totale | Totale | Totale |
| Stagione                       | Squadra                        | Comp                           | Pres       | Reti       | Comp            | Pres            | Reti            | Comp          | Pres          | Reti          | Comp        | Pres        | Reti        | Pres   | Reti   |        |
| ------------------------------ | ------------------------------ | ------------------------------ | ---------- | ---------- | --------------- | --------------- | --------------- | ------------- | ------------- | ------------- | ----------- | ----------- | ----------- | ------ | ------ | ------ |
| 2008-2009                      | Atalanta                       | A                              | 1          | 0          | CI              | -               | -               | -             | -             | -             | -           | -           | -           | 1      | 0      |        |
| 2009-2010                      | Canavese                       | 2D                             | 18         | 0          | -               | -               | -               | -             | -             | -             | -           | -           | -           | 18     | 0      |        |
| 2010-2011                      | AlbinoLeffe                    | B                              | 14+1       | 1+1        | CI              | 3               | 0               | -             | -             | -             | -           | -           | -           | 18     | 2      |        |
| 2011-2012                      | AlbinoLeffe                    | B                              | 36         | 4          | CI              | 1               | 0               | -             | -             | -             | -           | -           | -           | 37     | 4      |        |
| 2012-2013                      | AlbinoLeffe                    | 1D                             | 30         | 4          | CI              | 1               | 0               | -             | -             | -             | -           | -           | -           | 31     | 4      |        |
| 2013-2014                      | AlbinoLeffe                    | 1D                             | 26         | 8          | CI+CI-LP        | 2+1             | 0+1             | -             | -             | -             | -           | -           | -           | 29     | 9      |        |
| 2014-2015                      | AlbinoLeffe                    | LP                             | 12         | 0          | CI-LP           | 1               | 1               | -             | -             | -             | -           | -           | -           | 13     | 1      |        |
| Totale AlbinoLeffe             | Totale AlbinoLeffe             | Totale AlbinoLeffe             | 118+1      | 17+1       |                 | 9               | 2               |               | -             | -             |             | -           | -           | 128    | 20     |        |
| 2015-2016                      | Südtirol                       | LP                             | 26         | 0          | CI+CI-LP        | 2+0             | 0               | -             | -             | -             | -           | -           | -           | 28     | 0      |        |
| 2016-2017                      | Pro Piacenza                   | LP                             | 23         | 0          | CI-LP           | 1               | 0               | -             | -             | -             | -           | -           | -           | 24     | 0      |        |
| 2017-2018                      | Trapani                        | C                              | 11         | 1          | CI-C            | 0               | 0               | -             | -             | -             | -           | -           | -           | 11     | 1      |        |
| 2018-2019                      | Trapani                        | C                              | 9          | 0          | CI+CI-C         | 2+2             | 0               | -             | -             | -             | -           | -           | -           | 13     | 0      |        |
| Totale Trapani                 | Totale Trapani                 | Totale Trapani                 | 20         | 1          |                 | 4               | 0               |               | -             | -             |             | -           | -           | 24     | 1      |        |
| feb.-giu. 2020                 | Union S. Giorgio Sedico        | Ecc.                           | 3          | 0          | -               | -               | -               | -             | -             | -             | -           | -           | -           | 3      | 0      |        |
| 2020-gen. 2021                 | Union S. Giorgio Sedico        | D                              | 4          | 1          | CI-D            | -               | -               | -             | -             | -             | -           | -           | -           | 4      | 1      |        |
| Totale Union S. Giorgio Sedico | Totale Union S. Giorgio Sedico | Totale Union S. Giorgio Sedico | 7          | 1          |                 | -               | -               |               | -             | -             |             | -           | -           | 7      | 1      |        |
| gen.-giu. 2021                 | Real Calepina                  | D                              | 11         | 0          | -               | -               | -               | -             | -             | -             | -           | -           | -           | 11     | 0      |        |
| Totale Viterbese               | Totale Viterbese               | Totale Viterbese               | 225        | 20         |                 | 16              | 2               |               | -             | -             |             | -           | -           | 241    | 22     |        |

## Palmarès

### Club

#### Competizioni giovanili
- Campionato Allievi Nazionali: 1

Atalanta: 2004-2005